# Подвальские террасы
Подвальские террасы — особо охраняемый геологический объект регионального значения, расположенный в окрестностях села Подвалье, Шигонского района Самарской области.

## Описание
Памятник природы представляет собой природный комплекс террасовидных оползней на склонах меловых холмов на правобережье Волги. Оползневые террасы образуют ступени с общим относительным перепадом высот около 100 метров. Максимальная высота достигает приблизительно 155 метром над уровнем моря. Наблюдается обнажение материнских меловых пород.
Большую часть территории занимают каменистые степи на крутых южных и южно-восточных террасированных склонах холмов. У подножья холмов, на плакорах, а также на выполаживающихся участках находятся разнотравно-злаковые степи. В оврагах расположена лугово-степная растительность. На северных склонах растут группы и отдельные представители берёзы повислой. А водораздел занимают посадки сосны обыкновенной.
Впервые охранный режим территории был установлен 12 декабря 1977 года решением Шигонского райисполкома, с тех пор подтвержден решением Куйбышевского облисполкома от 3 ноября 1987 года № 386, впоследствии статус переподтверждён постановлением правительства Самарской области от 13 сентября 2013 года.
Стратиграфическую и палеонтологическую ценность представляют полные разрезы кампанского и альбского ярусов меловой системы, также присутствуют маастрихтский и сантонский ярусы этой же системы.

## Живой мир
На территории памятника природы обитает множество редких видов, включенных в Красную книгу Самарской области. Это представители флоры: копеечники крупноцветковый, Гмелина и Разумовского, оносма волжская, скабиоза иссетская, ясменник шероховатый, астрагалы рогоплодный, Цингера, Гельма, астрагал Хеннинга, курчавка кустарничковая, горечавка крестовидная, тонконог жестколистный, льнянка неполноцветковая, ковыли перистый и красивейший, истод сибирский, тимьян Дубянского, тонконог жестколистный, дремлик тёмно-красный, бурачок ленский. Всего на территории ООПТ произрастает более 200 видов высших растений.
И представители фауны: шмель пластинчатозубый, шмель армянский, пчела-плотник обыкновенная, дыбка степная, орлан-белохвост,  обыкновенная мантиспа, филин. На территории находится крупнейшая в правобережной части Самарской области колония сурка байбака.
В заливе Куйбышевского водохранилища у подножья холмов находится единственное в области местонахождение болотноцветника щитолистного.

## Изучение
Меловые отложения на территории памятника стали предметом изучения нескольких экспедиций, в частности музеем Института экологии Волжского бассейна РАН в 2011 году, и музеем СГАСУ в 2013 году.
Также изучался и растительный покров, например, сотрудниками областного музея имени П. Алабина.

## Охранный режим
На территории памятника природы не допускаются никакие агротехнические и лесохозяйственные работы, связанные с нарушением целостности почвы, запрещены эксплуатация и строительство зданий и сооружений, строительство магистральных и временных дорог, линий электропередач, устройство свалок, захоронение отходов.
Также недопустимы выпас мелкого рогатого скота, любительская и спортивная охота, разведка и добыча полезных ископаемых, использование токсичных химических препаратов для охраны и защиты лесов и сельскохозяйственных угодий, передвижение транспорта вне дорог.
Разрешены, при условии ненасенения ущерба природным комплексам, свободное посещение гражданами, сбор лекарственных растений для личных нужд.